# Phare de Noordwijk
Le phare de Noordwijk est un phare actif situé à Noordwijk, province de Hollande-Méridionale aux Pays-Bas.
Il est géré par le Rijkswaterstaat , l'organisation nationale de l'eau des Pays-Bas.
Il est classé monument national en 1980 par l'Agence du patrimoine culturel des Pays-Bas .

## Histoire
Dès 1444, au même endroit, des feux étaient déjà allumés pour guider les pêcheurs locaux qui rentraient après le coucher du soleil. La lumière n'était allumée que lorsqu'il y avait des pêcheurs en mer. Une structure en bois fut construite au 19e siècle et remplacée par une tourelle en pierre en 1854. Celle-ci a été démolie en 1913.
La tour actuelle a été construite en 1921 sur une conception  de C. Jelsma et construit par Van Splunder & Zn. Le 1er août 1923, le phare fut mis en service. Environ dix ans plus tard, une couche de plâtre blanc a été appliquée pour prévenir des fuites d'eau. Le phare fut automatisé en 1986. Il est ouvert au public uniquement à des occasions spéciales telles qu'aux Journées européennes du patrimoine.
En 2004, la tour a subi une restauration. Le Koninklijke Nederlandse Redding Maatschappij utilise ce phare pour la communication. Depuis 2002, le phare est aussi utilisé par les opérateurs radioamateurs.

## Description
Ce phare  est une tour carrée en maçonnerie, avec une terrasse et une lanterne de 26 m. La tour est peinte en blanc. Son feu à occultations émet, à une hauteur focale de 33 m, trois éclats blancs de 3 secondes par période de 20 secondes. Sa portée est de 18 milles nautiques (environ 33 km). Il est doté d'un Système d'identification automatique.
Identifiant : ARLHS : NET-019 ; NL-1324 -Amirauté : B0760 - NGA : 114-9784.

## Caractéristique dufeu maritime
Fréquence : 20 secondes (W-W-W)
- Lumière : 3 secondes
- Obscurité : 2 secondes
- Lumière : 3 secondes
- Obscurité : 2 secondes
- Lumière : 3 secondes
- Obscurité : 7 secondes

|          |
| Le phare |

|          |
| Le phare |

### Lien connexe
- Liste des phares des Pays-Bas